# Amusco (kommunhuvudort)
Amusco är en kommunhuvudort i Spanien.   Den ligger i provinsen Provincia de Palencia och regionen Kastilien och Leon, i den norra delen av landet, 200 km norr om huvudstaden Madrid. Amusco ligger 774 meter över havet och antalet invånare är 494.
Terrängen runt Amusco är huvudsakligen platt, men söderut är den kuperad. Runt Amusco är det mycket glesbefolkat, med 6 invånare per kvadratkilometer. Närmaste större samhälle är Palencia, 18,7 km söder om Amusco. Trakten runt Amusco består till största delen av jordbruksmark.